# For All We Know
"For All We Know" to popularna piosenka napisana przez J. Freda Cootsa oraz Sama M. Lewisa, opublikowana w 1934 roku.
Pierwsze wersje piosenki, które odniosły sukces w notowaniach nagrali w 1934 roku Hal Kemp (#3) oraz Isham Jones (#16). W 1962 roku wykonanie "For All We Know" Dinah Washington uplasowało się na miejscu #88 amerykańskiej listy przebojów. Dobrze znana jest również wersja Nata Kinga Cole’a.
"For All We Know" w wersji Rosemary Clooney wykorzystana została jako tło muzyczne podczas napisów końcowych w filmie Mrs. Palfrey at the Claremont z 2005 roku.

## Wykonania
- The Suntones
- Jerri Adams
- Monty Alexander
- Steve Allen
- Gene Ammons
- Arild Andersen
- The Andrews Sisters
- Eden Atwood
- Joe Augstine
- Joan Baez
- Chet Baker
- Phil Baker
- Sam Baker
- Long John Baldry
- Danny Barrett
- John Basile Quartet
- Lisa Bell
- Mili Bermejo
- Nate Birkey
- Bluesiana Triangle
- Boilermaker Jazz Band
- Joe Bourne
- Bosse Broberg
- Bobby Broom
- Cameron Brown
- Lawrence Brown
- Les Brown & His Band of Renown
- Dave Brubeck
- Julie Budd
- Joe Burke
- Winnie Burke
- Carol Burnett
- Gary Burton
- Donna Byrne
- Ann Hampton Callaway
- Mike Campbell
- Thelma Carpenter
- Bill Carrothers
- Benny Carter
- Ray Charles
- The Chessmen
- Cyrus Chestnut
- June Christy
- Mac Chrupcala
- Clayton-Hamilton Orchestra
- Rosemary Clooney
- Al Cohn
- Freddy Cole
- Nat King Cole
- Bill Coleman
- Ray Conniff
- Will Downing
- The Four Freshmen
- Aretha Franklin
- Roberta Flack
- Calabria Foti
- Donny Hathaway
- Billie Holliday
- Isham Jones
- Hal Kemp
- Alicia Keys
- Bette Midler
- Matt Monro
- Noisettes
- Dianne Reeves
- Nina Simone
- Ruben Studdard
- Joe Sample i Lalah Hathaway
- Rod Stewart
- Dinah Washington